# イベリア王国

イベリア王国
ქართლის სამეფო
ივერიის სამეფო

コルキスとイベリア王国

イベリア王国（イベリアおうこく）は、南コーカサス、現在のジョージア（グルジア）東部に存在した王国である。紀元前4世紀から紀元後6世紀にかけて、大コーカサス山脈の南部、小コーカサス山脈の北部に存在した。イベリア半島と区別するためコーカサス・イベリアとも呼ばれる。
ここからスペインに移住した民族がバスク人の祖となり、イベリア半島の呼称もそこから来ているという説があるが、互いの類縁関係はいまだ証明されていない。